# راه درگز
راه درگز، روستایی از توابع بخش فنوج شهرستان نیک‌شهر در استان سیستان و بلوچستان ایران است.

## جمعیت
این روستا در دهستان مسکوتان قرار دارد و براساس سرشماری مرکز آمار ایران در سال ۱۳۸۵، جمعیت آن ۱۰۵ نفر (۲۷خانوار) بوده‌است.